# Shūichi Asō
Shūichi Asō (麻生 周一, Asō Shūichi) (Iruma, 26 dicembre 1985) è un fumettista giapponese..

## Opere
- Boku no watashi no yusha gaku (2007-2008)
- Shinseiki Idol Densetsu: Kanata Seven Change (2009-2010)
- Chounouryokusha Saiki Kusuo no psi-nan 0
- Saiki Kusuo no psi-nan (2012-2018)
- Mangaka Isekai Shuzai Ryokou (2019, one-shot)